# Пандора (Огайо)
Пандора (англ. Pandora) — селище (англ. village) в США, в окрузі Патнем штату Огайо. Населення — 1204 особи (2020).

## Географія
Пандора розташована за координатами 40°56′52″ пн. ш. 83°57′42″ зх. д. / 40.94778° пн. ш. 83.96167° зх. д. (40.947715, -83.961705).  За даними Бюро перепису населення США в 2010 році селище мало площу 2,40 км², з яких 2,34 км² — суходіл та 0,06 км² — водойми. В 2017 році площа становила 2,81 км², з яких 2,75 км² — суходіл та 0,06 км² — водойми.

## Демографія
Згідно з переписом 2010 року, у селищі мешкали 1153 особи в 452 домогосподарствах у складі 320 родин. Густота населення становила 480 осіб/км².  Було 486 помешкань (202/км²).
Расовий склад населення:
| - 97,2 % — білих - 0,3 % — корінних американців - 0,3 % — чорних або афроамериканців - 1,6 % — осіб інших рас |

До двох чи більше рас належало 0,6 %. Частка іспаномовних становила 3,4 % від усіх жителів.
За віковим діапазоном населення розподілялося таким чином: 24,4 % — особи молодші 18 років, 57,0 % — особи у віці 18—64 років, 18,6 % — особи у віці 65 років та старші. Медіана віку мешканця становила 40,0 року. На 100 осіб жіночої статі у селищі припадало 96,4 чоловіків;  на 100 жінок у віці від 18 років та старших — 86,3 чоловіків також старших 18 років.
Середній дохід на одне домашнє господарство  становив 56 417 доларів США (медіана — 46 576), а середній дохід на одну сім'ю — 68 676 доларів (медіана — 61 111). За межею бідності перебувало 7,6 % осіб, у тому числі 5,6 % дітей у віці до 18 років та 7,6 % осіб у віці 65 років та старших.
Цивільне працевлаштоване населення становило 647 осіб. Основні галузі зайнятості: освіта, охорона здоров'я та соціальна допомога — 28,7 %, виробництво — 23,8 %, мистецтво, розваги та відпочинок — 10,2 %, роздрібна торгівля — 8,0 %.